# تايرا سكوفبيي
تايرا سكوفبيي (بالإنجليزية: Tiera Skovbye )‏ (و. 1995  م) هي ممثلة كندية، ولدت في فانكوفر.
.

## وصلات خارجية
- تايرا سكوفبيي على موقع IMDb (الإنجليزية)
- تايرا سكوفبيي على موقع روتن توميتوز (الإنجليزية)
- تايرا سكوفبيي على موقع قاعدة بيانات الأفلام العربية
- تايرا سكوفبيي على موقع ألو سيني (الفرنسية)
- تايرا سكوفبيي على موقع أول موفي (الإنجليزية)
- تايرا سكوفبيي على موقع قاعدة بيانات الفيلم (الإنجليزية)
- تايرا سكوفبيي على موقع كينوبويسك (الروسية)